# Ян Кезгайлович
Ян Кезга́йлович или Ян Кезга́йло (ок. 1415—1485) — государственный деятель Великого княжества Литовского, староста жемайтский с 1449 года и одновременно каштелян виленский с 1478 года.

## Биография
Представитель шляхетского рода Кезгайло герба «Задора». Сын старосты вилькомирского и жемайтского, затем каштеляна виленского Кезгайло Волимонтовича.
В 1451 году от великого князя Казимира Ян получил Мстибово в Волковысском повете, а после смерти отца — часть Дзевялтова, Крож и другие имения в Литве и Жемайтии. После смерти своих братьев, не имевших детей, и наследования их имущества Ян стал одним из крупнейших землевладельцев Великого княжества Литовского.
От его детей Станислава и Николая пошли две ветви рода Кезгайлов.